# Anisobas malaisei
Anisobas malaisei är en stekelart som beskrevs av Heinrich 1975. Anisobas malaisei ingår i släktet Anisobas och familjen brokparasitsteklar. Inga underarter finns listade i Catalogue of Life.